# Armand du Paty de Clam

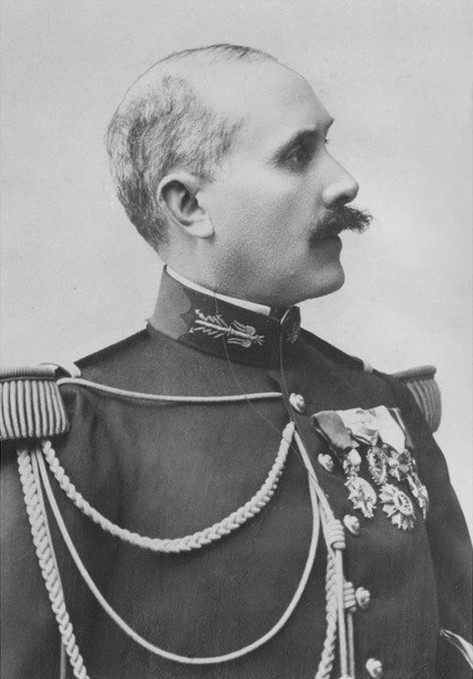
Armand du Paty de Clam

Il tenente colonnello Armand Auguste Charles Ferdinand Mercier du Paty de Clam (Parigi, 21 febbraio 1853 – Versailles, 3 settembre 1916) è stato un ufficiale francese, incaricato dell'arresto e dei successivi interrogatori in carcere del capitano Alfred Dreyfus.

## Biografia
Du Paty de Clam aveva competenze in grafologia e fu per questo incaricato di confrontare la scrittura di Dreyfus e quella della lista, nell'ambito del famoso caso Dreyfus. Egli concluse le proprie indagini preliminari sostenendo che i punti comuni bastassero a giustificare un supplemento di inchiesta. Fu dunque il comandante du Paty de Clam a far arrestare Dreyfus il 15 ottobre 1894 con l'accusa di aver passato ai tedeschi informazioni riservate. In seguito, il comandante si rese colpevole di aver redatto un'informativa sul caso, omettendo tutti gli elementi favorevoli a Dreyfus, comprese le opinioni di altri esperti. Il comandante morì nel 1916 a causa di una ferita ricevuta in battaglia, durante la Grande Guerra.

## Cinema
Nel film del 2019 L'ufficiale e la spia di Roman Polański Paty de Clam è interpretato da Michel Vuillermoz.